# Лесичек
Лесичек або Лесічек (словац. Lesíček) — село в Словаччині, Пряшівському окрузі Пряшівського краю. Розташоване в центральній частині східної Словаччини, у західній частині Солоних гір.
Уперше згадується у 1402 році.

## Культурні пам'ятки
- протестантський костел з 1402 року,
- римо—католицький костел з 1990 року.

## Населення
| Рік:            | 1993 | 2003     | 2013     | 2023     |
| --------------- | ---- | -------- | -------- | -------- |
| Кількість осіб: | 249  | 287      | 372      | 443      |
| Різниця:        |      | +15,26 % | +29,61 % | +19,08 % |

| Рік:            | 2022 | 2023    |
| --------------- | ---- | ------- |
| Кількість осіб: | 432  | 443     |
| Різниця:        |      | +2,54 % |

У селі проживає 383 особи.